# Raphaël Algoet
Pour les articles homonymes, voir Algoet.
 (juillet 2018).
Si vous disposez d'ouvrages ou d'articles de référence ou si vous connaissez des sites web de qualité traitant du thème abordé ici, merci de compléter l'article en donnant les références utiles à sa vérifiabilité et en les liant à la section « Notes et références ».
Gérard Raphaël Algoet, né le 23 septembre 1902 à Heestert et mort le 9 mai 1989 à Oppem (Meise), est un cinéaste et photographe belge.

## Biographie
Dans les années 1920, et pendant près de 20 ans, il travaille comme cinéaste pour la mission catholique en Inde, ainsi que pour le gouvernement de Mysore, pour la Scientific and Educational Film Society de Bombay et de Madras et pour l’Indian Railway Board.
En 1942, il retourne en Europe. L'ambassade belge basée en Grande-Bretagne le mobilise en tant que reporter cinématographique à la brigade Piron. Après avoir filmé le débarquement de Normandie,  il couvre en septembre 1944  la campagne de la Libération et filme de la Tamise au Rhin en passant par Rouen et Bruxelles. Il documente l'arrivée de cette brigade dans la capitale belge, Bruxelles.
Après la chute du Troisième Reich, accompagné de Paul Lévy, un correspondant de guerre belge, il part sur les routes et découvre de nombreux camps de concentration dont Buchenwald, Mittelbau-Dora et Dachau ainsi que Berlin et Berchtesgaden. Dans chacun de ces lieux, il a réalisé une série de clichés. Au cours de ses visites, il rencontre Lucien Van Beirs, magistrat belge et procureur du roi, dans le camp de concentration de Buchenwald dont il prendra quelques clichés. Ces derniers, ainsi qu'une grande partie des photos prises à cette époque, se retrouvent dans les collections du Centre d'études guerre et société.
De 1944 à 1947, versé à la mission militaire belge et à l’INBEL (Office Belge d’Information et de Documentation, dirigé par Louis R. Boogaerts), il filme les actualités destinées à l’édition filmée « Le Monde Libre ».
De 1944 à 1955, il réalise de nombreux documentaires pour le Ministère de l’Instruction Publique.
Dans les années 1960, il est nommé professeur à l’INRACI/NARAFI (Institut de Radioélectricité et de Cinématographie, fondé par le cinéaste belge Henri Storck) à Bruxelles.
Il meurt le 9 mai 1989 à Oppem (Meise) près de Bruxelles.
Outre ses photos de guerre, il a réalisé de nombreux documentaires.

## Filmographie
- 1928 : Produits de la forêt
- 1928 : Fabrication du savon
- 1929 : Amélioration des cultures
- 1930 : Charcoal Iron and Steel
- 1931 : His Love Affair
- 1932 : Italiaanse missionarissen in Indië
- 1933 : Route vers l’Est
- 1933 : Canal de Suez
- 1935 : Indian Fishermen
- 1936 : Silkworms
- 1936 : River Hoogli
- 1936 : Milk
- 1937 : The Monsoon
- 1937 : Indian Northern Frontier
- 1938 : Sind Desert People
- 1938 : Mountains People
- 1938 : Lowlands People
- 1938 : Highlands People
- 1944-1947 : Le Monde Libre
- 1945 : V1 sur Liège
- 1946 : Au 6ème top, il sera....
- 1946 : Le Namurois, terre d’histoire et de beauté
- 1947 : Bastogne, terre d’Ardenne
- 1947 : Armes de Chasse
- 1947-1949 : Première Expédition Océanographique du Professeur Piccard
- 1948 : Qui ose, Vainc!
- 1948 : Par Monts, Rivières et Vallées
- 1948 : Voyage de Prince Régent au Congo Belge
- 1949 : Usage des couteaux en cuisine
- 1952 : Schaken, bloemen en jeugd
- 1952 : Jeugd, hand in hand
- 1952 : Folklore Namurois
- 1953 : Les métiers graphiques-La Typographie
- 1954 : La reliure industrielle
- 1955 : La microscopie électronique[2]

## Récompenses et distinctions
- 1950 : Usage de Couteaux en Cuisine : Festival International du Film Scientifique et Documentaire d’Art de Venise - Mention de mérite.
- 1955 : La Microscopie Électronique : Festival du Film Belge, Anvers - 1er Prix.